# Wahlen zum Repräsentantenhaus der Vereinigten Staaten 1918
Bei den Wahlen zum Repräsentantenhaus der Vereinigten Staaten 1918 wurden am 5. November 1918 wurden in den Vereinigten Staaten die Abgeordneten des Repräsentantenhauses gewählt. Im Bundesstaat Maine fanden die Wahlen bereits am 9. September statt. Die Wahlen waren Teil der allgemeinen Wahlen zum 66. Kongress der Vereinigten Staaten in jenem Jahr, bei denen auch ein Drittel der US-Senatoren gewählt wurden. Da die Wahlen etwa in der Mitte der zweiten Amtszeit des Demokratischen Präsidenten Woodrow Wilson stattfanden (Midterm Election), galten sie auch als Votum über die bisherige Politik des Präsidenten.
Zu dieser Zeit bestanden die Vereinigten Staaten aus 48 Bundesstaaten. Es waren 435 Abgeordnete zu wählen. Die Sitzverteilung basierte auf der Volkszählung von 1910.
Bei der Wahl verloren die Demokraten weitere 22 Mandate und setzten damit ihren Abwärtstrend der letzten Wahlen fort. Sie kamen nur noch auf 192 Sitze. Auf der anderen Seite gewannen die Republikaner 25 Mandate hinzu und kamen nun auf 240 Sitze. Damit erreichten sie die absolute Mehrheit. Die Progressive Party hatte sich inzwischen aufgelöst. Der von der Sozialistischen Partei Amerikas aufgestellte Victor L. Berger wurde wegen angeblicher Insubordination und mangelnder Loyalität gemäß dem Espionage Act angeklagt und nicht als Kongressabgeordneter zugelassen. Bei diesen Wahlen zog erstmals ein Mitglied der Farmer–Labor Party aus Minnesota in das Repräsentantenhaus ein. Der Grund für den Republikanischen Wahlsieg war einerseits die Enttäuschung vieler Wähler über den Eintritt der Vereinigten Staaten in den Ersten Weltkrieg im Jahr 1917, den man den Demokraten anlastete und als Wortbruch auslegte, da die Partei noch 1916 einen solchen Schritt abgelehnt hatte. Hinzu kam eine zunehmende Unpopularität von Präsident Wilson und eine parteiinterne Spaltung der Demokraten über Fragen der Finanzierung des Krieges. Damals war auch das Thema Prohibition ein Wahlkampfthema.
Wahlberechtigt und wählbar waren in den meisten Bundesstaaten nur Männer. Frauen waren, mit wenigen Ausnahmen, noch bis 1920 auf Bundesebene von Wahlen ausgeschlossen. Vor allem in den Südstaaten war das Wahlrecht durch Gesetze eingeschränkt, die das Wahlrecht an ein bestimmtes Steueraufkommen knüpften. Dadurch wurden ärmere Weiße, vor allem aber viele Afro-Amerikaner vom Wahlrecht ausgeschlossen.

## Wahlergebnis
- Demokratische Partei 192 (214) Sitze
- Republikanische Partei 240 (215) Sitze
- Progressive Party: 0 (3) Sitze
- Sonstige: 2 (3) Sitze
- Vakanz 1 (dem Sozialisten Victor L. Berger wurde der Sitz verweigert)

Gesamt: 435 (435)
In Klammern sind die Ergebnisse der letzten Wahl zwei Jahre zuvor. Veränderungen im Verlauf der Legislaturperiode, die nicht die Wahlen an sich betreffen, sind bei diesen Zahlen nicht berücksichtigt, werden aber im Artikel über den 66. Kongress im Abschnitt über die Mitglieder des Repräsentantenhauses bei den entsprechenden Namen der Abgeordneten vermerkt. Das Gleiche gilt für Wahlen in Staaten, die erst nach dem Beginn der Legislaturperiode der Union beitraten. Daher kommt es in den Quellen gelegentlich zu unterschiedlichen Angaben, da manchmal Veränderungen während der Legislaturperiode in die Zahlen eingearbeitet wurden und manchmal nicht.

## Weblink
- Party Divisions